# Il cuore delle donne
(Il cuore delle donne)
Il cuore delle donne è il sesto ed ultimo album della cantante italiana Dori Ghezzi, pubblicato nel 1989.

## Il Disco
L'album segna l'ultimo lavoro dell'artista, che dopo questo LP non inciderà più nessun pezzo.
Il disco contiene la canzone title track Il cuore delle donne che Dori portò al Festival di Sanremo di quell'anno.
Inoltre è presente nell'album anche il singolo Atlantic bar presentato al Festivalbar dall'artista. Ritorna a scrivere per Dori il paroliere Oscar Avogadro, che si occupa della stesura dei testi di tutti i pezzi come per l'album Piccole donne del 1983. 
L'album si distacca relativamente dallo stile e dalle sonorità dei lavori precedenti della cantante, mostrando una certa evoluzione artistica dell'interprete.
Tra i musicisti è presente Paolo Costa.

## Tracce
Testi di Oscar Avogadro (tranne ove indicato diversamente), Roberto Ferri, musiche di Mauro Paoluzzi.
1. Il cuore delle donne – Testo di Oscar Avogadro e Roberto Ferri
2. Invece tu
3. L'altra metà
4. Si può fare – Cover del brano Wicked woman di Heatlie Bob/adattamento di Oscar Avogadro
5. Atlantic bar
6. Eppure l'attrazione
7. Che cielo vuoi
8. Dietro l'ultimo rock

## Formazione
- Dori Ghezzi – voce
- Paolo Costa – basso
- Lele Melotti – batteria
- Mauro Paoluzzi – chitarra, tastiera
- Alberto Crucitti – programmazione
- Mike Fraser – pianoforte
- Demo Morselli – tromba
- Amedeo Bianchi – sax
- Fawzia Selama, Naimy Hackett, Marinella Bulzamini, Aida Cooper, Antonio Biolcati, Roberto Ferri – cori